# Ysgol Gyfun Cwm Rhymni

 'Ysgol Gyfun Cwm Rhymni' en gallois, Rhymney Valley Comprehensive School en anglais, est une école secondaire galloise située dans le village de Pengam de la Rhymney Valley dans le comté de Caerphilly, au sud-est du Pays de Galles. Cwm Rhymni a été fondée en 1982 avec un peu plus de 100 élèves et en 2007, ce nombre est passé à plus de 1 000. 
L'école a pour devise "Tua'r Goleuni" ("Vers la Lumière") et son emblème est un dragon sur ses pattes de derrière. L'école est traditionnellement représentée par les couleurs rouge et noir. 
Cwm Rhymni était à l'origine situé sur deux sites, la Haute et la Basse école,  respectivement situés dans Bargoed et Aberbargoed. À la fin des années 1990, ces bâtiments étaient en très mauvais état, et après une longue lutte de l'école, il a été finalement accordé la permission de construire un nouvel état de l'art d'un site en construction de Pengam, qui a ouvert ses portes en 2001. Le nouveau bâtiment a été financé au moyen de fonds privés. Le premier proviseur de Cwm Rhymni fut M. Huw Thomas, à qui succéda le proviseur actuel, M. Hefin Mathias en 1995. 
Ysgol Gyfun Cwm Rhymni a une solide réputation en ce qui concerne les sports, en particulier en  rugby et en athlétisme. L'école a aussi très bien caréné au fil des ans dans la Urdd Eisteddfod. 
Cwm Rhymni a une très large zone de captage qui s'étend de Rhymney vers le haut de la vallée de Caerphilly. La largeur de la zone de chalandise est reflété par les noms des trois principaux couloirs de l'école,  Ebwy, Sirhywi et Rhymney, et trois vallées adjacentes qui tous nourrissent les élèves de Cwm Rhymni. Avant la création d'Ysgol Gyfun Cwm Gwynllyw en 1988, la zone de chalandise de Cwm Rhymni comprenait également l'ensemble du comté de Gwent et les élèves qui ont fréquenté l'école venant d'aussi loin que Newport et Chepstow. 
Les quatre maisons portent des noms de saints gallois : Mabon (maison de couleur jaune), Cadog (couleur verte), Tudful (couleur violette) et Sannan (couleur bleue). Tudful est plus originale que les trois autres maisons, son nombre d'élèves a augmenté au début des années 1990. 
Aussi, l'école a reçu récemment d'excellentes cotes d'après le rapport d'Estyn en mai 2010, le classement, pour la plupart, a donné pour les principaux matières examinées, le niveau le plus haut, c'est-à-dire niveau 1. Estyn, mai 2010

## Anciens élèves célèbres
- Aled Phillips, lead-chanteur de Kids in Glass Houses
- Huw Euron, acteur
- Aaron Ramsey, footballeur
- Rhys Shorney, joueur de rugby, recordman des essais et buts en seul match de la Welsh Premier League
- Radio Feynman, un groupe de rock de langue galloise
- Alun Shurmmer, chef de la communication de la BBC Wales
- Natasha Harding, footballeuse